# Sonic Gems Collection
Sonic Gems Collection är en sammanställning av datorspel 2005, främst i Sonic the Hedgehog-serien, från förlaget Sega. De emulerade spelen spänner över flera genrer och konsoler - från Sega Mega Drive till Sega Saturn - och behåller funktionerna och felen i sina initiala utgåvor med minimala redigeringar. Spelarens framsteg belönas med demonstrationer av andra Sonic-spel, videoklipp och reklamartiklar som spänner över Sonic-franchisen.